# Robert Irwin
Robert Irwin (ur. 23 sierpnia 1946, zm. 28 czerwca 2024) – brytyjski pisarz i historyk, mediewista, arabista.

## Życiorys
Absolwent Oksfordu, uczeń Bernarda Lewisa. Od 1972 roku był wykładowcą historii średniowiecznej na Uniwersytecie St Andrews. Obecnie wykłada w Oksfordzie i Cambridge. Zajmuje się oprócz pracy naukowej pisaniem powieści dotyczącymi tematyki arabskiej. Jego książka The Arabian Nightmare była inspirowana Rękopisem znalezionym w Saragossie Jana Potockiego. 

## Wybrane publikacje

### Prace historyczne
- The Middle East in the Middle Ages: the Early Mamluk Sultanate 1250–1382, 1986.
- The Arabian Nights: A Companion, 1994.
- Islamic Art, 1997.
- Night and Horses and the Desert: the Penguin Anthology of Classical Arabic Literature, 1999.
- The Alhambra, 2005.
- For Lust of Knowing: the Orientalists and their Enemies, 2006.
- Camel, 2010.
- Mamluks and Crusaders, 2010.
- Visions of the Jinn; Illustrators of the Arabian Nights, 2010.
- Memoirs of a Dervish: Sufis, Mystics and the Sixties, 2011.

### Literatura piękna
- The Arabian Nightmare, 1983.
- The Limits of Vision, 1986.
- The Mysteries of Algiers, 1988.
- Exquisite Corpse, 1995.
- Prayer-Cushions of the Flesh, 1997.
- Satan Wants Me, 1999.

## Publikacje w języku polskim
- Islam a ruch krucjatowy 1096-1699 [w:] Historia krucjat, red. nauk. Jonathan Riley-Smith, przekład Katarzyna Pachniak, wstęp i konsultacja naukowa wydania polskiego Janusz Danecki, Warszawa: „Vocatio” 2000, s. 233-275 (wyd. 2 - 2005).